# وادي أفرك
أفرك هو واد صغير في سراة بلاد بلقرن يقع شمال بلدة البظاظة يسيل من وادي باشوت ويرفد وادي تبالة من الغرب. يشتهر الوادي بمياهه دائمة الجريان وأشجار العتم (الزيتون البري)، ولكنه من الأودية التي تتعرض للاحتطاب الجائر.